# Charles Curtis
Charles Curtis (ngày 25 năm 1860 – tháng 8, năm 1936) là một luật sư và chính trị gia, ông đã từng giữ chức vụ Phó Tổng thống thứ 31 của Hoa Kỳ từ năm 1929 tới 1933. Ông được xem như là vị Phó Tổng Thống da màu đầu tiên của Hoa Kỳ.